# Геллер (денежная единица)
Ге́ллер (нем. Heller, встречался также вариант Haller, от лат. denarius hallenses — «халльский денарий», «халлер») — устаревшая денежная единица, имевшая хождение в ряде стран Центральной Европы. Геллеры первоначально представляли собой пфенниги, отчеканенные около 1200 года в городе Швебиш-Халле. Уже к концу XIII столетия из одного из многочисленных видов пфеннига геллеры стали самостоятельной денежной единицей. Широкое распространение они получили в южных землях Священной Римской империи. Последние монеты с обозначением номинала в геллерах на территории Германии отчеканены в 1866 году в Гессен-Касселе. После колонизации Германской империей территории современных Танзании, Бурунди и Руанды стали разменной частью германской восточноафриканской рупии.
В Австро-Венгерской империи являлись разменной монетой австро-венгерской кроны (1892—1918). После её распада геллеры стали денежной единицей Чехословакии, а затем Чехии и Словакии. В Чехии последние геллеры выпущены в 2009 году. С 1 сентября 2009 года демонетизированы и утратили статус законного платёжного средства. Цены с указанием геллеров (1⁄100 часть кроны) подлежат округлению при расчётах. В Словакии последние геллеры выпустили в 2008 году, так как в 2009 году государство вошло в еврозону, что предусматривало отказ от национальной валюты. Словацкие кроны подлежали обмену на евро до конца 2013 года.

## Немецкие государства
Первые геллеры представляли собой пфенниги, отчеканенные около 1200 года в городе Халль (современный Швебиш-Халль). На одной стороне помещалось изображение открытой руки, на другой — креста. Самые ранние геллеры весили 0,55 г при содержании 0,3771 г чистого серебра и содержали надпись «HALLA — F.R.I.S.A.» («Fridericus rex imperator semper Augustus», рус. Вечно священный король и император Фридрих). С середины XIII века геллеры стали выпускать как «немую», то есть не содержащей каких-либо надписей монету.
Уже к концу XIII столетия геллеры из одного из многочисленных видов пфеннига стали самостоятельной денежной единицей. Этому способствовал ряд факторов. Во время высокого Средневековья (XI—XIV столетия) производство монет характеризовалось постоянной перечеканкой. Перевыпуск новой монеты из старой сопровождался хоть и небольшим, но постоянным снижением пробы и веса. Технология изготовления денег постепенно упрощалась. Вес средневекового денария, который в германских государствах получил название «пфеннига», постоянно уменьшался, в то время как диаметр оставался неизменным. Кружок монеты стал настолько тонким, что изображения аверса и реверса проступали на противоположных сторонах, тем самым искажая друг друга. Такие монеты носят название полубрактеата, или «лёгкого пфеннига».
Корыстолюбие и алчность многочисленных монетных сеньоров стали причиной постоянной порчи монет, то есть неофициального уменьшения веса монет и/или содержания в них благородного металла при сохранении нарицательной стоимости. Это имело негативные последствия для торговли. Денежные знаки обменивали на товар исходя не из номинальной стоимости, а их веса. Это привело к тому, что для обмена стали использовать не монеты, а слитки серебра.
Геллеры, в отличие от других пфеннигов, избежали порчи в XIII столетии. Они из-за своей малой стоимости не подвергались разорительной для жителей реновации (обмену старых монет на новые по заниженному курсу) и переплавке. Постоянство внешнего облика и пробы серебра также повышали их привлекательность. Вскоре геллеры стали вытеснять из оборота менее привлекательные пфенниги. Так, к примеру, Людвиг II Строгий в 1290 году постановил устанавливать налоги со своих владений Лауингена и Донаувёрта исключительно в геллерах.
О неудобстве использования пфеннигов в торговых операциях свидетельствуют обменные курсы между ними и геллерами в XIII столетии. 1 пфенниг Аахена соответствовал 3 геллерам, Шпайера — 2 геллерам, южнонемецкие старые пфенниги — 1½ геллерам, а 3 пфеннига Констанца приравнивались к 4 геллерам.
20 января 1356 года император Священной Римской империи Карл IV издал указ, согласно которому из одной марки весом 238,384 г серебра 5 1⁄3-лотовой пробы надлежало чеканить 376 геллера. 1 геллер соответственно должен был весить 0,634 г и содержать 0,211 г чистого серебра. Также указом предусматривалось обязательное наличие знаков, позволяющих идентифицировать место происхождения монеты. Это привело к появлению множества монетных типов геллеров. Наличие знака, позволяющего выявить монетный двор, на котором был выпущен конкретный экземпляр геллера, не предотвратило их порчу. Так, к 1376 году геллеры в среднем весили 0,441 г при содержании 0,146 г чистого серебра, в 1385 году — 0,401 г (0,134 г чистого серебра), в 1396 — 0,355 г (0,118 г чистого серебра), в 1437 году — 0,324 г (0,081 г чистого серебра).
Постепенная и постоянная порча монеты привели к тому, что для чеканки геллеров стали использовать не низкопробное серебро, а медь. Геллер стал первой медной немецкой монетой. В XVI столетии установилось чёткое соотношение 1 геллер = ½ пфеннига. Широкое распространение геллер приобрёл в Кёльне и Аахене. Аахенские монеты номиналом в 4 геллера получили название бауше, нижнерейнские 8 и 10 геллеров — фетменхенов.
В XIX столетии геллеры продолжали выпускать в нескольких немецких государствах. В королевстве Бавария действовала система, в которой 1 гульден делился на 60 крейцеров, 1 крейцер на 4 пфеннига, а 1 пфенниг на 2 геллера. Последние баварские геллеры были отчеканены в 1856 году. В Гессен-Касселе до 1838 года основная денежная единица талер делилась на 24 гроша стоимостью в 12 пфеннигов или 16 геллеров. После подписания Дрезденской монетной конвенции в 1838 году 1 талер стал подразделяться на 30 грошей, стоимостью по 12 геллеров каждый. Соотношение «360 EINEN THALER» (360-я часть талера) указывалась на геллеровых монетах вплоть до 1866 года, когда государство было присоединено к Пруссии. В Гессен-Дармштадте гульден делился на 60 крейцеров, а крейцер на 4 геллера. В отличие от Баварии геллер и пфенниг соответствовали друг другу по стоимости. В княжестве Липпе до 1838 года талер соответствовал 36 мариенгрошам, стоимостью в 8 пфеннигов или 16 геллеров. После подписания Дрезденской монетной конвенции в 1838 году стали использовать соотношение 1 талер = 30 зильбергрошей = 360 пфеннигов = 720 геллеров. Миллионные тиражи геллеров равных 1⁄4 крейцера выпускали во Франкфурте до 1865 года. Небольшие тиражи геллеров чеканили в Нассау, Рёйсс-Грейце, Рёйсс—Гере, Саксен-Кобург-Заальфельде, Саксен-Гильдбурггаузене, Саксен-Мейнингене.
| Аверс | Реверс | Описание аверса                                                                                    | Описание реверса                                                            | Годы чеканки                                         | Монетный двор      | Тираж                                                                         |
| --- | ------ | -------------------------------------------------------------------------------------------------- | --------------------------------------------------------------------------- | ---------------------------------------------------- | ------------------ | ----------------------------------------------------------------------------- |
| Курфюршество Бавария (до 1806 года) 1 гульден = 60 крейцеров = 240 пфеннигов = 480 геллеров                                                   |        | |                                                                             |                                                      |                    |                                                                               |
| |        | Ромб с малым гербом Баварии и годом выпуска                                                        | Ромб с надписью в три строки 1 / HEL / LER                                  | 1799—1805                                            | Мюнхен             | н/д                                                                           |
| Королевство Бавария (после 1806 года) 1 гульден = 60 крейцеров = 240 пфеннигов = 480 геллеров                                                 |        | |                                                                             |                                                      |                    |                                                                               |
| |        | Ромб с гербом Баварии                                                                              | Ромб с надписью в три строки 1 / HELLER / год выпуска                       | 1806—1825                                            | Мюнхен             | н/д                                                                           |
| |        | Ромб с гербом Баварии (несколько отличается от предыдущего)                                        | Ромб с надписью в три строки 1 / HELLER / год выпуска                       | 1829—1835                                            | Мюнхен             | н/д                                                                           |
| |        | Ромб с гербом Баварии в венке из дубовых ветвей                                                    | Ромб с надписью в три строки 1 / HELLER / год выпуска                       | 1839—1848                                            | Мюнхен             | н/д                                                                           |
| |        | Герб Баварии (несколько отличается от предыдущего) в венке из дубовых ветвей                       | Надпись в три строки 1 / HELLER / год выпуска                               | 1849—1856                                            | Мюнхен             | н/д                                                                           |
| Великое герцогство Франкфурт 1 гульден = 60 крейцеров = 240 геллеров                                                                          |        | |                                                                             |                                                      |                    |                                                                               |
| |        | Малый герб в щите с кроной. Круговая надпись "GROSH. FRANKF. SCHEIDE MÜNZ"                         | * I * / HELLER / год выпуска / B * H                                        | 1810, 1812                                           | Франкфурт-на-Майне | н/д                                                                           |
| Вольный город Франкфурт 1 гульден = 60 крейцеров = 240 геллеров                                                                               |        | |                                                                             |                                                      |                    |                                                                               |
| |        | Орёл в короне с опущенными крыльями                                                                | * I * / HELLER / 1814 / *                                                   | 1814                                                 | Франкфурт-на-Майне | 331 768                                                                       |
| |        | Орёл в короне. Внизу "G(F)B"                                                                       | * I * / HELLER / год выпуска / *                                            | 1814—1822, 1824, 1825                                | Франкфурт-на-Майне | 1815 — 331 768, для остальных годов н/д                                       |
| |        | Орёл в короне. Внизу "S(F)T"                                                                       | * I * / HELLER / год выпуска / *                                            | 1836, 1837                                           | Франкфурт-на-Майне | 1836 — 120 000, 1837 — 144 000                                                |
| |        | Орёл в короне. Круговая надпись "F. STADT FRANKFURT"                                               | 1 / HELLER / год выпуска                                                    | 1838                                                 | Франкфурт-на-Майне | н/д                                                                           |
| |        | Орёл в короне. Круговая надпись "F. STADT FRANKFURT"                                               | 1 / HELLER / год выпуска                                                    | 1841—1847, 1849—1852                                 | Франкфурт-на-Майне | Суммарно — 3 162 960                                                          |
| |        | Орёл в короне. Круговая надпись "FREIE STADT FRANKFURT"                                            | 1 / HELLER / год выпуска                                                    | 1853—1858                                            | Франкфурт-на-Майне | Суммарно — 2 694 840                                                          |
| |        | Орёл в короне. Круговая надпись "SCHEIDEMÜNZE D. FR. ST. FRANKFURT"                                | 1 / HELLER / год выпуска / арабески                                         | 1859—1865                                            | Франкфурт-на-Майне | Суммарно — 2 643 592                                                          |
| Гессен-Кассель До 1838 года — 1 талер = 24 грошей = 288 пфеннигов = 384 геллера После 1838 года — 1 талер = 30 зильбергрошенов = 360 геллеров |        | |                                                                             |                                                      |                    |                                                                               |
| |        | Монограмма курфюрста Вильгельма I, корона                                                          | * 4 * / HELLER / год выпуска / розетка                                      | 1815—1821                                            | Кассель            | н/д                                                                           |
| |        | Монограмма курфюрста Вильгельма I, корона                                                          | * 2 * / HELLER / год выпуска / розетка                                      | 1814                                                 | Кассель            | н/д                                                                           |
| |        | Монограмма курфюрста Вильгельма I, корона                                                          | * 2 * / HELLER / год выпуска / розетка                                      | 1815, 1818, 1820                                     | Кассель            | н/д                                                                           |
| |        | Монограмма курфюрста Вильгельма I, корона                                                          | * 1 * / HELLER / год выпуска / розетка                                      | 1803, 1805, 1806, 1814                               | Кассель            | н/д                                                                           |
| |        | Монограмма курфюрста Вильгельма I, корона                                                          | * 1 * / HELLER / год выпуска / розетка                                      | 1817, 1818, 1819, 1820                               | Кассель            | н/д                                                                           |
| |        | Монограмма курфюрста Вильгельма II, корона                                                         | * 4 * / HELLER / год выпуска / розетка                                      | 1821, 1822, 1824, 1826—1831                          | Кассель            | н/д                                                                           |
| |        | Монограмма курфюрста Вильгельма II, корона                                                         | * 2 * / HELLER / год выпуска / розетка                                      | 1831, 1833                                           | Кассель            | н/д                                                                           |
| |        | Монограмма курфюрста Вильгельма II, корона                                                         | * 1 * / HELLER / год выпуска / розетка                                      | 1822—1825, 1827—1829, 1831                           | Кассель            | н/д                                                                           |
| |        | Герб увенчанный короной, круговая надпись "kurhessen"                                              | 1 / HELLER / год выпуска. Круговая надпись "360 EINEN THALER SCHEIDE MÜNZE" | 1842                                                 | Кассель            | 37 440                                                                        |
| |        | Герб увенчанный короной, круговая надпись "360 EINEN THALER"                                       | 1 / HELLER / год выпуска. Круговая надпись "KURHESSISCHE SCHEIDE MÜNZE"     | 1843, 1845, 1847, 1849, 1852, 1854, 1856, 1858—1866  | Кассель            | н/д                                                                           |
| |        | Герб увенчанный короной, круговая надпись "180 EINEN THALER"                                       | 2 / HELLER / год выпуска. Круговая надпись "KURHESSISCHE SCHEIDE MÜNZE"     | 1843                                                 | Кассель            | н/д                                                                           |
| |        | Герб увенчанный короной, круговая надпись "120 EINEN THALER"                                       | 3 / HELLER / год выпуска. Круговая надпись "KURHESSISCHE SCHEIDE MÜNZE"     | 1843—1846, 1848—1854, 1856, 1858—1866                | Кассель            | н/д                                                                           |
| Гессен-Дармштадт 1 гульден = 60 крейцеров = 248 пфеннигов = 240 геллеров (пфенниги и геллеры имеют одинаковую стоимость)                      |        | |                                                                             |                                                      |                    |                                                                               |
| |        | Герб увенчанный короной, круговая надпись "G. H. K. M."                                            | * 1 * / HELLER / год выпуска                                                | 1824, 1837, 1840—1847                                | Дармштадт          | 1842 — 103 200, 1843 — 175 200, 1844 — 241 460, о тиражах остальных годов н/д |
| |        | Герб (несколько отличается от предыдущего) увенчанный короной, круговая надпись "G. H. K. M."      | * 1 * / HELLER / год выпуска                                                | 1847—1855                                            | Дармштадт          | н/д                                                                           |
| Липпе 1 талер = 36 мариенгрошей = 288 пфеннигов = 576 геллеров                                                                                |        | |                                                                             |                                                      |                    |                                                                               |
| |        | Роза                                                                                               | I (между двумя розетками) / HELLER / год выпуска / розетка                  | 1802, 1809, 1812, 1814, 1816                         | Детмольд и Лемго   | 1802 — 166 369, 1809 — 108 288, о тиражах остальных годов н/д                 |
| |        | Роза                                                                                               | I (между двумя розетками) / HELLER / год выпуска / розетка                  | 1821, 1822, 1825, 1826, 1828, 1833, 1835, 1836, 1840 | Бломберг           | н/д                                                                           |
| Рёйсс-Грейц 1 талер = 36 грошей = 288 пфеннигов = 576 геллеров                                                                                |        | |                                                                             |                                                      |                    |                                                                               |
| |        | Увенчанный короной треугольный гербовой щит                                                        | I / HELLER / F. R. P. / GREIZER / L. M. / год выпуска                       | 1806, 1808, 1810, 1812—1816                          | Зальфельд          | н/д                                                                           |
| |        | Увенчанный короной овальный гербовой щит                                                           | I / HELLER / F. R. P. / GREIZER / L. M. / год выпуска                       | 1812, 1815, 1817, 1819                               | Зальфельд          | н/д                                                                           |
| Королевство Саксония 1 талер = 24 грошей = 288 пфеннигов = 576 геллеров                                                                       |        | |                                                                             |                                                      |                    |                                                                               |
| |        | Увенчанный короной гербовой щит                                                                    | I / HELLER / год выпуска / знак монетчика "H"                               | 1813                                                 | Дрезден            | 561 600                                                                       |
| Саксен-Веймар-Эйзенах 1 талер = 24 грошей = 288 пфеннигов = 576 геллеров                                                                      |        | |                                                                             |                                                      |                    |                                                                               |
| |        | Гербовой щит. Сверху буквы "S. W. u E."                                                            | I / HELLER / год выпуска / —                                                | 1813                                                 | Айзенах            | н/д                                                                           |
| Саксен-Кобург-Заальфельд 1 талер = 24 грошей = 288 пфеннигов = 576 геллеров (для Зльфельда)                                                   |        | |                                                                             |                                                      |                    |                                                                               |
| |        | Увенчанная короной буква "E" — монограмма герцога Эрнста                                           | I / HELLER / — / год выпуска. Сверху по кругу буквы "H. S . C. S. S. M."    | 1809                                                 | Залфельд           | н/д                                                                           |
| |        | Увенчанный короной герб                                                                            | I / HELLER / — / год выпуска. Сверху по кругу буквы "H. S . C. S. S. M."    | 1809, 1810, 1814, 1815, 1817—1819, 1824              | Залфельд           | 1809 — 139 660, 1810 — 88 000, 1815 — 62 160, для других годов н/д            |
| Саксен-Гильдбурггаузен 1 гульден = 60 крейцеров = 240 пфеннигов = 480 геллеров                                                                |        | |                                                                             |                                                      |                    |                                                                               |
| |        | Герб                                                                                               | * I * / HH / HELLER / год выпуска / *                                       | 1806                                                 | Хильдбургхаузен    | н/д                                                                           |
| |        | Герб                                                                                               | * I * / HELLER / год выпуска                                                | 1808—1812, 1816—1818                                 | Хильдбургхаузен    | н/д                                                                           |
| |        | Увенчанная короной монограмма гкрцога Фридриха                                                     | * I * / HELLER / — / год выпуска                                            | 1820—1825                                            | Хильдбургхаузен    | н/д                                                                           |
| Саксен-Мейнинген 1 гульден = 60 крейцеров = 240 пфеннигов = 480 геллеров                                                                      |        | |                                                                             |                                                      |                    |                                                                               |
| |        | Увенчанный короной гербовой щит. Круговая надпись "H. S. C. MEININGEN" или "HERZ. S. C. MEININGEN" | 1 / HELLER / год выпуска / розетка                                          | 1814                                                 | Айзенах            | н/д                                                                           |

### Германская Восточная Африка
На момент колонизации на территории германской Восточной Африки циркулировали талер Марии Терезии и индийская рупия. Один талер соответствовал двум рупиям. Первые монеты, которые начала чеканить Германия для своей колонии в 1890 году, хоть и содержали изображение императора Вильгельма II, но не имели хождения на территории метрополии. Государство не гарантировало стабильность курса и обмен на имперские деньги. По сути монеты германской Восточной Африки являлись частной чеканкой Германско-Восточноафриканского общества. Соответственно на обратной стороне серебряных монет колонии изображался не герб империи, а герб общества
По договору с Германской империей от 15 ноября 1902 года общество отказалось от чеканки собственных монет. В 1904 году были выпущены новые монеты. Рупия стала десятичной, соответствуя 100 геллерам (ранее она равнялась 64 пезам). Также устанавливался фиксированный обменный курс — 10 золотых марок = 7,5 рупий. Все монеты выпускали в метрополии на монетных дворах Берлина и Гамбурга. О происхождении того или иного геллера свидетельствует знак монетного двора — небольшая буква «А» (Берлинский монетный двор) или «J» (Монетный двор Гамбурга).
Многочисленные колонии Германской империи с началом Первой мировой войны были заняты войсками Антанты. В Германской Восточной Африке успешные действия полковника Леттов-Форбека позволили сковать значительные силы Антанты (до 300 тысяч солдат) на второстепенном для Германии театре военных действий. Однако регулярные морские связи и товарооборот с метрополией стали практически невозможными. Геллеры, которые до этого чеканили в Берлине и Гамбурге, не могли поступать в африканские земли. Для поддержания денежного обращения немцами был организован монетный двор в Таборе, на котором, вплоть до занятия города в 1916 году англичанами, чеканили монеты номиналом в 5 и 20 геллеров. Монеты отличало низкое качество чеканки. Выпускали их из металла гильз. На некоторых геллерах этих выпусков можно видеть следы от капсюльных отверстий и калибровочного ободка.
После поражения Германской империи все её колонии перешли под управление англичан и французов. Соответственно, её монеты перестали быть законным платёжным средством. В 1920 году восточноафриканская рупия была демонетизирована, и вместо неё введён восточноафриканский флорин.
| Аверс | Реверс | Номинал     | Диаметр, мм | Вес, г | Толщина, мм | Гурт    | Металл                | Годы чеканки    | Тираж                 |
| ----- | ------ | ----------- | ----------- | ------ | ----------- | ------- | --------------------- | --------------- | --------------------- |
|       |        | ½ геллера   | 17,6        | 2,49   | 1,3         | гладкий | Бронза                | 1904—1906       | Суммарно — 18 392 410 |
|       |        | 1 геллер    | 20,2        | 4,05   | 1,65        | гладкий | Бронза                | 1904—1913       | Суммарно — 91 549 027 |
|       |        | 5 геллеров  | 37          | 20     | н/д         | гладкий | Бронза                | 1908—1909       | Суммарно — 1 566 106  |
|       |        | 5 геллеров  | 21          | 3,125  | н/д         | гладкий | Медно-никелевый сплав | 1913—1914       | Суммарно — 3 000 000  |
|       |        | 10 геллеров | 26          | 5,84   | 1,55        | гладкий | Медно-никелевый сплав | 1908—1911, 1914 | Суммарно — 3 200 526  |

## Швейцария
Из южнонемецких земель геллеры проникли в соседние земли северной Швейцарии. Особенность денежного обращения Швейцарии состояла в наличии нескольких центров эмиссии денег. Каждый из кантонов мог чеканить собственную монету. Единообразие отсутствовало не только во внешнем виде, но и в типах денежных единиц. Одни кантоны чеканили франки, другие — дукаты, третьи — талеры и т. д., между которыми отсутствовали фиксированные соотношения.
Геллеры чеканили вплоть до XIX столетия в кантоне Цюрих. Здесь он был равным 1⁄3 раппена.

## Австрия
Денежное обращение южнонемецких земель оказало влияние и на соседнюю Австрию. Известны выпуски монет с номиналом в 4 геллера начала XVII столетия. В 1753 году с целью унификации денежных систем Австрии и курфюршества Баварии была подписана монетная конвенция. Устанавливалась денежная система, включающая в себя геллеры, пфенниги, крейцеры, гульдены и талеры. Таким образом геллер стал наименьшей денежной единицей Австрии. Известны нерегулярные выпуски медных геллеров, датированные 1760 и 1770 годами. Данная система просуществовала до 1857 года, когда была подписана Венская монетная конвенция. Австрия переходила на десятичную денежную систему, в которой разменной монетой становился крейцер.
В 1892 году в Австро-Венгрии была введена новая денежная единица — австро-венгерская крона. Она основывалась на золотом монометаллизме, то есть подлежала свободному обмену на золото. Особенностью денежного обращения в Австро-Венгерской империи стало одновременное хождение на её территории двух типов монет — австрийского и венгерского. Разменная единица в Цислейтании (землях австрийской короны) получила название геллера, а в Транслейтании (землях венгерской короны) — филлера. Чеканка монет на основе гульдена была прекращена, но в обращении они оставались до 1899 года. Прежние монеты приравнивались по курсу к новым в таком соотношении: 1 гульден = 2 кроны; 1 крейцер = 2 геллера.
С 1892 по 1918 год в Австро-Венгерской империи чеканили несколько монетных типов номиналом в 1, 2, 10 и 20 геллеров. Это обусловлено рядом факторов. В 1915 году был видоизменён герб государства и соответствующие изменения отобразили на монетах 1916 года. Также после начала Первой мировой войны Австрия отказалась от чеканки монет из никеля, заменив его на менее редкие и необходимые в военной промышленности металлы. 
После окончания войны и последовавшего за ней распада империи Австрия столкнулась с рядом экономических трудностей. Это способствовало возникновению острой нехватки наличных денег в обороте, то есть демонетизации экономики. Серебро и золото быстро исчезло из оборота. Вскоре население стало накапливать и разменную монету из меди. В условиях, когда центральный банк не мог продолжать массовую чеканку монет, муниципальным образованиям было разрешено выпускать собственные деньги чрезвычайных обстоятельств (нем. Notgeld). С 1919 по 1921 ряд областей, на фоне отсутствия разменной монеты, выпускали банкноты в геллерах.
| Аверс | Реверс | Номинал     | Диаметр, мм | Вес, г | Толщина, мм | Гурт      | Металл     | Годы чеканки           | Тираж                                                                               |
| ----- | ------ | ----------- | ----------- | ------ | ----------- | --------- | ---------- | ---------------------- | ----------------------------------------------------------------------------------- |
|       |        | 1 геллер    | 17          | 1,67   | 0,9         | гладкий   | Бронза     | 1892—1903, 1910—1916   | Суммарно — более 360 млн                                                            |
|       |        | 1 геллер    | 17          | 1,67   | 0,9         | гладкий   | Бронза     | 1916                   | Общий тираж 1 геллера 1916 года (этот и предыдущий монетный типы) 12 млн 484 тысячи |
|       |        | 2 геллера   | 19          | 3,35   | 1,5         | гладкий   | Бронза     | 1892—1915              | Суммарно — 765 млн 822 тысячи                                                       |
|       |        | 2 геллера   | 17          | 2,7    | 1,5         | гладкий   | Железо     | 1916—1918              | Суммарно — около 209,5 млн                                                          |
|       |        | 10 геллеров | 18,9        | 3      | 1,25        | ребристый | Никель     | 1892—1895; 1907—1911   | Суммарно — не менее 219 млн 694 тысяч                                               |
|       |        | 10 геллеров | 19          | 3      | 1,5         | ребристый | Нейзильбер | 1915—1916              | Суммарно — 45 млн 853 тысячи                                                        |
|       |        | 10 геллеров | 19          | 3      | 1,5         | ребристый | Нейзильбер | 1916                   | 14 млн 804 тысячи                                                                   |
|       |        | 20 геллеров | 21          | 4      | 1,4         | ребристый | Никель     | 1892—1914 с перерывами | Суммарно — 170 млн 713 тысяч                                                        |
|       |        | 20 геллеров | 21          | 3,5    | 1,25        | ребристый | Железо     | 1916—1918              | Суммарно — 307 млн 175 тысяч                                                        |

## Чехия и Словакия

### Чехословакия
После распада Австро-Венгерской империи в 1918 году на её территории возник целый ряд стран. В начале существования Чехословакии её денежное обращение продолжали обеспечивать отмеченные специальными наклейками австро-венгерские кроны. Первые монеты с указанием номинала в геллерах выпустили в 1921 году на монетном дворе Кремницы.
В 1938 году Чехословакия лишилась Судетской области. В 1939 году её заняли войска Третьего рейха. Страна была разделена на марионеточную Словацкую республику и управляемый назначаемыми из Германии лицами протекторат Богемии и Моравии. Чехословацкая крона временно прекратила своё существование. Вместо неё были введены словацкая крона и крона Богемии и Моравии. Их разменной единицей остался геллер. Кремница с расположенным в ней монетным двором оказалась на территории Словакии. Для чешских земель геллеры из технического цинка выпускали на мебельной фабрике в городе Лиса-над-Лабем.
После восстановления Чехословакии в 1945 году началась чеканка новой серии монет. Восстановление денежного обращения в послевоенной Чехословакии не было гладким. На территории государства одновременно циркулировали геллеры и кроны выпусков Чехословакии до- и послевоенных годов, Словацкой республики и протектората Богемии и Моравии. Это привело к необходимости проведения денежной реформы.
В 1953 году все денежные знаки, имевшие хождение на территории Чехословакии с 1922 года, подлежали обмену на новые. Была отчеканены новые монетные типы геллеров. В 1960 году страна поменяла своё официальное название с «Чехословацкой республики» на «Чехословацкую Социалистическую Республику». Следующее изменение произошло в 1990 году. Произошедшая в декабре 1989 года т. н. «Бархатная революция» привела к выходу государства из социалистического блока. Страна получила название «Чешской и Словацкой Федеративной Республики». В 1993 году она распалась на две части — Чехию и Словакию. Каждое изменение в государственном устройстве сопровождалось чеканкой новых серий денежных знаков, на которых были отображены актуальные на тот момент название и герб государства.
| Аверс | Реверс | Номинал     | Диаметр, мм | Вес, г | Толщина, мм | Гурт           | Металл                | Годы чеканки                            | Тираж                           |
| ----- | ------ | ----------- | ----------- | ------ | ----------- | -------------- | --------------------- | --------------------------------------- | ------------------------------- |
|       |        | 2 геллера   | 17          | 2      | 1,6         | гладкий        | Цинк                  | 1923—1925                               | Суммарно — 22 000 000           |
|       |        | 5 геллеров  | 16          | 1,44   | 1           | гладкий        | Бронза                | 1923—1932, 1938                         | Суммарно — 108 048 010          |
|       |        | 10 геллеров | 18          | 1,96   | 1           | гладкий        | Бронза                | 1922—1938                               | Суммарно — 195 970 000          |
|       |        | 20 геллеров | 20          | 3,3    | 1,4         | гладкий        | Медно-никелевый сплав | 1921, 1922, 1924—1931, 1933, 1937, 1938 | Суммарно — не менее 151 095 000 |
|       |        | 25 геллеров | 21          | 4      | 1,5         | грубая насечка | Медно-никелевый сплав | 1932 1933                               | н/д 22 711 000                  |
|       |        | 50 геллеров | 22          | 5      | 1,8         | ребристый      | Медно-никелевый сплав | 1921, 1922, 1924—1927, 1931             | Суммарно — 61 000 000           |

| Аверс | Реверс | Номинал     | Диаметр, мм | Вес, г | Гурт    | Металл | Годы чеканки | Тираж       |
| ----- | ------ | ----------- | ----------- | ------ | ------- | ------ | ------------ | ----------- |
|       |        | 10 геллеров | 17          | 1,88   | гладкий | Цинк   | 1940—1944    | 82 114 000  |
|       |        | 20 геллеров | 20          | 2,63   | гладкий | Цинк   | 1940—1944    | 106 526 000 |
|       |        | 50 геллеров | 22          | 3,7    | гладкий | Цинк   | 1940—1944    | 53 270 000  |

| Аверс | Реверс | Номинал     | Диаметр, мм | Вес, г | Толщина, мм | Гурт      | Металл                | Годы чеканки   | Тираж                          |
| ----- | ------ | ----------- | ----------- | ------ | ----------- | --------- | --------------------- | -------------- | ------------------------------ |
|       |        | 5 геллеров  | 14          | 0,94   | 1,1         | гладкий   | Цинк                  | 1942           | 1 000 000                      |
|       |        | 10 геллеров | 16          | 1,66   | 1,1         | гладкий   | Латунь                | 1939 1942      | 15 000 000 7 000 000           |
|       |        | 20 геллеров | 18          | 2,5    | 1,1         | гладкий   | Бронза                | 1940 1941 1942 | 10 972 000 4 028 000 6 474 000 |
|       |        | 20 геллеров | 18          | 0,65   | 1,2         | гладкий   | Алюминий              | 1942 1943      | 6 474 000 15 000 000           |
|       |        | 50 геллеров | 20          | 3,33   | 1,6         | гладкий   | Медно-никелевый сплав | 1940 1941      | н/д 8 000 000                  |
|       |        | 50 геллеров | 20          | 1      | 1,5         | ребристый | Алюминий              | 1943 1944      | 4 400 000 2 621 000            |

| Аверс | Реверс | Номинал     | Диаметр, мм | Вес, г | Толщина, мм | Гурт    | Металл | Годы чеканки | Тираж                          |
| ----- | ------ | ----------- | ----------- | ------ | ----------- | ------- | ------ | ------------ | ------------------------------ |
|       |        | 20 геллеров | 18          | 2      | 1           | гладкий | Латунь | 1947—1950    | Суммарно — не менее 61 132 000 |
|       |        | 50 геллеров | 20          | 3      | 1,4         | гладкий | Латунь | 1947—1950    | Суммарно — 100 130 000         |

| Аверс | Реверс | Номинал     | Диаметр, мм | Вес, г | Толщина, мм | Гурт    | Металл   | Годы чеканки | Тираж                  |
| ----- | ------ | ----------- | ----------- | ------ | ----------- | ------- | -------- | ------------ | ---------------------- |
|       |        | 20 геллеров | 16          | 0,53   | 1,2         | гладкий | Алюминий | 1951—1952    | Суммарно — 127 140 000 |
|       |        | 50 геллеров | 18          | 0,6    | 1,2         | гладкий | Алюминий | 1951—1953    | Суммарно — 154 920 000 |

| Аверс | Реверс | Номинал     | Диаметр, мм | Вес, г | Толщина, мм | Гурт      | Металл                | Годы чеканки                            | Тираж                    |
| ----- | ------ | ----------- | ----------- | ------ | ----------- | --------- | --------------------- | --------------------------------------- | ------------------------ |
|       |        | 1 геллер    | 16          | 0,52   | 1,26        | гладкий   | Алюминий              | 1962, 1963, 1986                        | Суммарно — 23 416 000    |
|       |        | 3 геллера   | 18          | 0,64   | 1           | гладкий   | Алюминий              | 1962, 1963                              | Суммарно — 5 130 000     |
|       |        | 5 геллеров  | 20          | 0,8    | 1           | гладкий   | Алюминий              | 1962, 1963, 1966, 1967, 1970, 1972—1976 | Суммарно — 147 810 000   |
|       |        | 5 геллеров  | 16,2        | 0,75   | 1,6         | гладкий   | Алюминий              | 1977—1990                               | Суммарно — 193 140 354   |
|       |        | 10 геллеров | 22          | 1,2    | 1,2         | ребристый | Алюминий              | 1961—1971                               | Суммарно — 559 200 000   |
|       |        | 10 геллеров | 18,2        | 0,92   | 1,6         | гладкий   | Алюминий              | 1974—1990                               | Суммарно — 1 052 706 754 |
|       |        | 20 геллеров | 19,5        | 2,6    | 1,5         | ребристый | Мельхиор              | 1972—1990                               | Суммарно — 603 410 754   |
|       |        | 25 геллеров | 24          | 1,43   | 1,2         | ребристый | Алюминий              | 1962—1964                               | 69 880 000               |
|       |        | 50 геллеров | 21,5        | 3      | 1,35        | ребристый | Бронза                | 1963—1965, 1969—1971                    | Суммарно — 142 772 000   |
|       |        | 50 геллеров | 20,8        | 3,2    | 1,2         | ребристый | Медно-никелевый сплав | 1977—1990                               | Суммарно — 214 838 599   |

| Аверс | Реверс | Номинал     | Диаметр, мм | Вес, г | Толщина, мм | Гурт      | Металл                | Годы чеканки | Тираж                 |
| ----- | ------ | ----------- | ----------- | ------ | ----------- | --------- | --------------------- | ------------ | --------------------- |
|       |        | 1 геллер    | 16          | 0,79   | 1,2         | гладкий   | Алюминий              | 1991 1992    | 55 000 49 500         |
|       |        | 5 геллеров  | 16,2        | 0,75   | 1,6         | гладкий   | Алюминий              | 1991 1992    | 10 055 000 50 000     |
|       |        | 10 геллеров | 18,2        | 0,9    | 1,6         | гладкий   | Алюминий              | 1991 1992    | 40 055 000 45 049 500 |
|       |        | 20 геллеров | 19,5        | 2,6    | 1,5         | ребристый | Алюминиевая бронза    | 1991 1992    | 41 105 000 35 049 510 |
|       |        | 50 геллеров | 20,8        | 3,2    | 1,4         | ребристый | Медно-никелевый сплав | 1991 1992    | 24 463 000 15 061 500 |

### Чехия
После распада Чехословакии геллер стал разменной монетой Чехии, равной 1⁄100 кроны. С 1993 по 2009 год чеканили монеты достоинством в 10, 20 и 50 геллеров. Так как монетный двор Чехословакии остался на территории Словакии, первые чешские геллеры чеканили в Гамбурге и Вене. В 1993 году также начал работу чешский монетный двор в городе Яблонец-над-Нисоу. О месте выпуска той или иной монеты свидетельствует знак монетного двора — небольшой символ, расположенный под лапой льва на аверсе. Для монетного двора Гамбурга это замок, Вены — прерывистый круг, Яблонца-над-Нисоу — буква «b» с короной сверху и справа.
Последний выпуск геллеров датирован 2009 годом. Их демонетизация проходила в два этапа. С 31 октября 2003 года было запрещено расплачиваться и принимать к оплате монеты номиналом в 10 и 20 геллеров, 31 августа 2008 года — 50 геллеров. По решению Чешского национального банка геллеры переставали являться платёжным средством. Самой маленькой разменной монетой становилась 1 крона. Устанавливаемые в геллерах цены подлежали округлению до целых крон.
| Аверс | Реверс | Номинал     | Диаметр, мм | Вес, г | Толщина, мм | Гурт                | Металл                      | Годы чеканки | Тираж                  |
| ----- | ------ | ----------- | ----------- | ------ | ----------- | ------------------- | --------------------------- | ------------ | ---------------------- |
|       |        | 10 геллеров | 15,5        | 0,6    | 1,7         | гладкий             | Алюминий 99 %, марганец 1 % | 1993—2003    | Суммарно — 689 477 661 |
|       |        | 20 геллеров | 17          | 0,74   | 1,7         | ребристый           | Алюминий 99 %, марганец 1 % | 1993—2003    | Суммарно — 542 583 468 |
|       |        | 50 геллеров | 19          | 0,9    | 1,7         | прерывисто-рубчатый | Алюминий 99 %, марганец 1 % | 1993—2009    | Суммарно — 453 039 141 |

### Словакия
1 января 1993 года произошло разделение Чехословакии на Чешскую и Словацкую республики. В новосозданном государстве национальной валютой стала крона, которая делилась на 100 геллеров. Были выпущены словацкие монеты в 10, 20 и 50 геллеров. Монеты в 10 и 20 геллеров были изъяты из обращения 31 декабря 2003 года.
Словацкая крона просуществовала до 2009 года, когда Словакия вошла в еврозону и местная валюта была заменена на евро. 17 января 2009 года крона перестала являться законным платёжным средством на территории республики. Обмен непотраченных монет осуществлялся до 2 января 2014 года по курсу 30,1260 словацкие кроны за 1 евро.
| Реверс | Аверс | Номинал     | Диаметр, мм | Вес, г | Толщина, мм | Гурт                | Металл                   | Годы чеканки   | Тираж                    |
| ------ | ----- | ----------- | ----------- | ------ | ----------- | ------------------- | ------------------------ | -------------- | ------------------------ |
|        |       | 10 геллеров | 17          | 0,72   | 1,5         | гладкий             | Алюминий                 | 1993—2003      | Суммарно — 337 212 000   |
|        |       | 20 геллеров | 19,5        | 0,95   | 1,5         | ребристый           | Алюминий                 | 1993—2003      | Суммарно — 296 742 000   |
|        |       | 50 геллеров | 22          | 1,2    | 1,5         | гладкий             | Алюминий                 | 1993 1994 1995 | 54 160 000 19 900 12 000 |
|        |       | 50 геллеров | 18,75       | 2,8    | 1,6         | прерывисто-рубчатый | Медь плакировання сталью | 1996—2008      | Суммарно — 170 085 100   |

## Комментарии
Комментарии
1. ↑  Указаны годы чеканки геллеров, а не существования первой Чехословацкой республики.
2. ↑  Указаны годы чеканки геллеров, а не существования протектората Богемии и Моравии.
3. ↑  Совместно с тиражом 20 геллеров 1942 года следующего монетного типа.
4. ↑  Указаны годы чеканки геллеров, а не существования Чешской Республики.
5. ↑  Указаны годы чеканки геллеров, а не существования Словацкой Республики.

Тиражи монет по годам
1. ↑  Тиражи по годам: 1841 — 172 800, 1842 — 327 600, 1843 — 38 400, 1844 — 162 000, 1845 — 169 440, 1846 — 204 960, 1847 — 452 880, 1849 — 396 000, 1850 — 668 640, 1851 — 274 800, 1852 — 325 440
2. ↑  Тиражи по годам: 1853 — 410 880, 1854 — 271 200, 1855 — 429 600, 1856 — 483 600, 1857 — 722 680, 1858 — 376 880
3. ↑  Тиражи по годам: 1859 — 376 880, 1860 — 352 952, 1861 — 378 000, 1862 — 391 400, 1863 — 369 940, 1864 — 389 940, 1865 — 384 480
4. ↑  Тираж ½ геллера по годам и монетным дворам: 1904 A — 1 200 000, 1905А — 7 192 410, 1905J — 4 000 000, 1906J — 6 000 000.
5. ↑  Тираж 1 геллера по годам и монетным дворам: 1904 A — 10 255 763, 1904J — 2 500 000, 1905А — 3 759 519, 1905J — 7 556 000, 1906A — 3 003 694, 1906J — 3 066 000, 1907J — 17 790 000, 1908J — 12 205 366, 1909J — 1 698 000, 1910J — 5 096 439, 1911J — 6 420 000, 1912J — 7 022 789, 1913A — 6 000 000, 1913J — 5 186 457.
6. ↑  Тираж 5 геллеров по годам и монетным дворам: 1908J — 600 000, 1909J — 966 106.
7. ↑  Тираж 5 геллеров по годам и монетным дворам: 1913А — 1 000 000, 1913J — 1 000 000, 1914А — 1 000 000.
8. ↑  Тираж 10 геллеров по годам и монетным дворам: 1908J — 12 000, 1909J — 1 988 526, 1910J — 500 000, 1911A — 500 000, 1914J — 200 000.
9. ↑  Тираж 1 геллера по годам: 1892 — н/д, 1893 — 29 млн, 1894 — 30 млн 100 тысяч, 1895 — 49 млн 500 тысяч, 1896 — 15 млн 600 тысяч, 1897 — 12 млн 400 тысяч, 1898 — 6 млн 780 тысяч, 1899 — 1 млн 901 тысяча, 1900 — 26 млн 981 тысяча, 1901 — 52 млн 96 тысяч, 1902 — 20 млн 553 тысячи, 1903 — 13 млн 779 тысяч, 1909 — 12 млн 668 тысяч, 1910 — 21 млн 941 тысяча, 1911 — 18 млн 387 тысяч, 1912 — 27 млн 53 тысячи, 1913 — 8 млн 782 тысячи, 1914 — 9 млн 906 тысяч, 1915 — 5 млн 673 тысяч, 1916 — 12 млн 484 тысячи (общий тираж 1916 года).
10. ↑  Тираж 2 геллеров по годам: 1892—260 тысяч, 1893 — 41 млн 507 тысяч, 1894 — 78 млн 36 тысяч, 1895 — 25 млн 610 тысяч, 1896 — 43 млн 80 тысяч, 1897 — 98 млн, 1898 — 10 млн 720 тысяч, 1899 — 42 млн 734 тысячи, 1900 — 7 млн 942 тысячи, 1901 — 12 млн 157 тысяч, 1902 — 18 млн 760 тысяч, 1903 — 26 млн 983 тысячи, 1904 — 12 млн 863 тысячи, 1905 — 6 млн 679 тысяч, 1906 — 20 млн 104 тысячи, 1907 — 23 млн 804 тысячи, 1908 — 21 млн 984 тысячи, 1909 — 25 млн 975 тысяч, 1910 — 28 млн 406 тысяч, 1911 — 50 млн 7 тысяч 58, 1912 — 74 млн 234 тысячи, 1913 — 27 млн 432 тысячи, 1914 — 60 млн 674 тысячи, 1915 — 7 млн 871 тысяча.
11. ↑  Тираж 2 геллеров по годам: 1916 — 61 млн 909 тысяч, 1917 — 81 млн 186 тысяч, 1918 — 66 млн 352 тысячи 999.
12. ↑  Тираж 10 геллеров по годам: 1892 — н/д, 1893 — 43 млн 524 тысячи, 1894 — 45 млн 558 тысячи, 1895 — 79 млн 918 тысячи, 1907 — 8 млн 662 тысячи, 1908 — 7 млн 772 тысячи, 1909 — 20 млн 462 тысячи, 1910 — 10 млн 164 тысячи, 1911 — 3 млн 634 тысячи.
13. ↑  Тираж 10 геллеров по годам: 1915 — 18 млн 366 тысячи, 1916 — 27 млн 487 тысячи.
14. ↑  Тираж 20 геллеров по годам: 1892 — 1 млн 500 тысяч, 1893 — 41 млн 457 тысяч, 1894 — 50 млн 116 тысяч, 1895 — 32 млн 927 тысяч, 1907 — 7 млн 650 тысяч, 1908 — 7 млн 469 тысяч, 1909 — 7 млн 592 тысячи, 1911 — 19 млн 560 тысяч, 1914 — 2 млн 342 тысячи.
15. ↑  Тираж 20 геллеров по годам: 1916—130 млн 770 тысяч, 1917—127 млн 420 тысяч, 1918 — 48 млн 985 тысяч.
16. ↑  Тираж 2 геллеров по годам: 1923 — 2 700 000, 1924 — 17 300 000, 1925 — 2 000 000.
17. ↑  Тираж 5 геллеров по годам: 1923 — 37 800 000, 1924 — 10, 1925 — 12 000 000, 1926 — 1 084 000, 1927 — 8 916 000, 1928 — 5 320 000, 1929 — 12 680 000, 1930 — 5 000 000, 1931 — 7 448 000, 1932 — 3 556 000, 1938 — 14 244 000.
18. ↑  Тираж 10 геллеров по годам: 1922 — 6 000 000, 1923 — 24 000 000, 1924 — 5 320 000, 1925 — 24 680 000, 1926 — 10 000 000, 1927 — 10 000 000, 1928 — 14 290 000, 1929 — 5 710 000, 1930 — 6 980 000, 1931 — 6 740 000, 1932 — 11 280 000, 1933 — 4 190 000, 1934 — 13 200 000, 1935 — 3 420 000, 1936 — 8 560 000, 1937 — 20 200 000, 1938 — 21 400 000.
19. ↑  Тираж 20 геллеров по годам: 1921 — 40 000 000, 1922 — 9 100 000, 1924 — 20 931 000, 1925 — 4 244 000, 1926 — 14 825 000, 1927 — 11 757 000, 1928 — 14 018 000, 1929 — 4 225 000, 1930 — н/д, 1931 и 1933 — 5 000 000, 1937 — 8 208 000, 1938 — 18 787 000.
20. ↑  Тираж 50 геллеров по годам: 1921 — 3 000 000, 1922 — 37 000 000, 1924 — 10 000 000, 1925 — 1 415 000, 1926 — 1 585 000, 1927 — 2 000 000, 1931 — 6 000 000.
21. ↑  Совместно с тиражом 20 геллеров 1942 года предыдущего монетного типа.
22. ↑  Тираж 20 геллеров по годам: 1947 — н/д, 1948 — 24 340 000, 1949 — 25 660 000, 1950 — 11 132 000.
23. ↑  Тираж 50 геллеров по годам: 1947 — 50 000 000, 1948 — 20 000 000, 1949 — 12 715 000, 1950 — 17 415 000.
24. ↑  Тираж 20 геллеров по годам: 1951 — 46 800 000, 1952 — 80 340 000.
25. ↑  Тираж 50 геллеров по годам: 1951 — 60 000 000, 1952 — 60 000 000, 1953 — 34 920 000.
26. ↑  Тираж 1 геллера по годам: 1962 и 1963 — 20 056 000, 1986 — 3 360 000.
27. ↑  Тираж 5 геллеров по годам: 1962, 1963 и 1966 — 55 150 000, 1967 — 20 770 000, 1970 — 5 090 000, 1972 — 10 090 000, 1973 — 10 140 000, 1974 — 15 510 000, 1975 — 15 510 000, 1976 — 15 550 000.
28. ↑  Тираж 5 геллеров по годам: 1977 — 26 710 000, 1978 — 51 110 000, 1979 — 72 380 000, 1980 — 50 600, 1981 — 66 160, 1982 — 53 847, 1983 — 60 000, 1984 — 39 957, 1985 — 39 791, 1986 — 20 020 000, 1987 — 520 000, 1988 — 8 029 000, 1989 — 110 000, 1990 — 13 950 000.
29. ↑  Тираж 10 геллеров по годам: 1961—1966 — 314 480 000, 1967 — 46 990 000, 1968 — 37 275 000, 1969 — 8 000 000, 1970 — 50 005 000, 1971 — 30 450.
30. ↑  Тираж 10 геллеров по годам: 1974 — 11 470 000, 1975 — 41 002 000, 1976 — 182 000 000, 1977 — 151 760 000, 1978 — 62 620 000, 1979 — 30 240 000, 1980 — 31 280 000, 1981 — 43 616 160, 1982 — 74 568 847, 1983 — 50 560 000, 1984 — 40 369 957, 1985 — 92 929 791, 1986 — 87 260 000, 1987 — 30 030 000, 1988 — 47 479 999, 1989 — 50 300 000, 1990 — 25 220 000.
31. ↑  Тираж 20 геллеров по годам: 1972 — 25 820 000, 1973 — 39 095 000, 1974 — 24 795 000, 1975 — 30 025 000, 1976 — 30 540 000, 1977 — 30 655 000, 1978 — 30 095 000, 1979 — 12 120 000, 1980 — 52 301 000, 1981 — 35 126 160, 1982 — 41 238 847, 1983 — 50 160 000, 1984 — 33 684 957, 1985 — 40 454 791, 1986 — 37 055 000, 1987 — 26 975 000, 1988 — 18 259 999, 1989 — 29 980 000, 1990 — 15 030 000.
32. ↑  Тираж 50 геллеров по годам: 1963—1965 — 80 560 000, 1969 — 9 876 000, 1970 — 31 536 000, 1971 — 20 800 000.
33. ↑  Тираж 50 геллеров по годам: 1977 — 5, 1978 — 40 480 000, 1979 — 76 116 000, 1900 — 51 000, 1981 — 66 000, 1982 — 14 261 847, 1983 — 16 168 000, 1984 — 16 207 957, 1985 — 10 467 791, 1986 — 10 020 000, 1987 — 5 138 000, 1988 — 5 089 999, 1989 — 13 030 000, 1990 — 7 742 000.
34. ↑  Тираж 10 геллеров по годам: 1993 (монетный двор Гамбурга) — 100 000 000, 1993 (монетный двор Яблонец-над-Нисоу) — 94 902 000, 1994 (монетный двор Гамбурга) — 2500, 1994 (монетный двор Яблонец-над-Нисоу) — 53 127 024, 1994 (монетный двор Яблонец-над-Нисоу) пруф — 2000, 1994 (Австрийский монетный двор) пруф — 27 500, 1995 — 106 918 596, 1996 — 61 498 678, 1997 — 1500, 1998 — 41 027 073, 1999 — 54 428 000, 1999 пруф — 2000, 2000 — 52 497 440, 2001 — 40 525 000, 2002 — 81 496 000, 2003 — 3 022 350.
35. ↑  Тираж 20 геллеров по годам: 1993 (монетный двор Гамбурга) — 80 000 000, 1993 (монетный двор Яблонец-над-Нисоу) — 30 558 000, 1994 (монетный двор Гамбурга) — 9 310 000, 1994 (монетный двор Яблонец-над-Нисоу) — 81 291 201, 1994 (монетный двор Яблонец-над-Нисоу) пруф — 20 000, 1995 (монетный двор Гамбурга) — 450 000, 1995 (монетный двор Яблонец-над-Нисоу) — 80 960 374, 1996 — 61 086 142, 1997 — 51 013 450, 1997 пруф — 1500 1998 — 51 135 904, 1999 — 20 820 612, 2000 — 31 466 085, 2001 — 44 425 000, 2002 — 20 000, 2003 — 22 200, 2003 пруф — 3000.
36. ↑  Тираж 50 геллеров по годам: 1993 (монетный двор Гамбурга) — 70 003 000, 1993 (монетный двор Яблонец-над-Нисоу) — 30 474 000, 1994 — 21 109 425, 1994 пруф — 30 000, 1995 — 30 940 000, 1996 — 35 904 000, 1997 — 25 713 443, 1997 пруф — 1500, 1998 — 25 000, 1998 пруф — 2600, 1999 — 21 024 800, 1999 пруф — 2000, 2000 — 15 753 440, 2001 — 21 425 000, 2002 — 26 246 298, 2002 пруф — 3490, 2003 — 41 548 000, 2003 пруф — 3000, 2004 — 931 145, 2004 пруф — 4000, 2005 — 36 814 000, 2005 пруф — 3000, 2006 — 40 030 500, 2006 пруф — 2500, 2007 — 35 020 500, 2007 пруф — 2500, 2008 — 17 000, 2008 пруф — 2500, 2009 пруф — 2500.
37. ↑  Тираж 10 геллеров по годам: 1993 — 80 320 000, 1994 — 65 000 000, 1995 — 12 000, 1996 — 31 540 000, 1997 — 10 000 000, 1998 — 30 260 000, 1999 — 31 431 500, 2000 — 30 600 000 и 2900 качества чеканки пруф, 2001 — 20 000 000 и 12 500 качества чеканки пруф, 2002 — 38 000 000 и 16 100 качества чеканки пруф, 2003 — 17 000 качества чеканки пруф.
38. ↑  Тираж 20 геллеров по годам: 1993 — 80 830 000, 1994 — 59 990 000, 1995 — 12 000, 1996 — 19 800 000, 1997 — 10 000 000, 1998 — 21 000 000, 1999 — 15 721 500, 2000 — 31 120 000 и 2900 качества чеканки пруф, 2001 — 21 920 000 и 12 500 качества чеканки пруф, 2002 — 36 300 000 и 16 100 качества чеканки пруф, 2003 — 17 000 качества чеканки пруф.
39. ↑  Тираж 50 геллеров по годам: 1996 — 39 640 000, 1997 — 11 500, 1998 — 15 000 000, 1999 — 11 500, 2000 — 20 212 000 и 12 500 качества чеканки пруф, 2001 — 10 400 000 и 12 500 качества чеканки пруф, 2002 — 11 000 000 и 16 100 качества чеканки пруф, 2003 — 11 000 000, 2004 — 1 650 000, 2005 — 17 000 000, 2006 — 22 050 000, 2007 — 22 050 000, 2008 — 19 000.